# Glenea arcuata
Glenea arcuata là một loài bọ cánh cứng trong họ Cerambycidae.